# Gregory Nagy
Gregory Nagy (n. Budapest, 1942) es un profesor estadounidense de Estudios clásicos de la Universidad de Harvard especializado en Homero y en la poesía griega arcaica. Nagy es conocido por su continuación de las teorías de Milman Parry y Albert Lord sobre la influencia de la recitación en la composición de la Ilíada y la Odisea.
Estudió en la Universidad de Indiana Bloomington y en la de Harvard, en la que obtuvo en 1966 el grado de Philosophiæ doctor. Fue profesor de la Universidad Johns Hopkins y después de la de Harvard.
En 1979 se publicó la obra por la que se dio a conocer: The Best of the Achaeans: Concepts of the Hero in Archaic Greek Poetry (El mejor de los aqueos: consideraciones sobre el héroe en la poesía griega arcaica), en la que explora la composición y la estética de la poesía griega arcaica. Por esa obra, recibió en 1982 el Premio Goodwin (Goodwin Award of Merit) de la American Philological Association.
Desde el año 2000, Nagy fue director del Centro de Estudios Helénicos (CHS o Center for Hellenic Studies), institución de Washington afiliada a la Universidad de Harvard, de la que es profesor de literatura griega clásica y de literatura comparada, lleva a cabo su actividad en el campus que tiene la misma en Cambridge (Massachusetts), y desde 1994 hasta el 2000 tuvo el cargo de presidente de su departamento de clásicas.

## Obras

### De su autoría exclusiva
- Greek Dialects and the Transformation of an Indo-European Process (Los dialectos griegos y la transformación de un proceso indoeuropeo). Harvard University Press, 1970.
- Comparative Studies in Greek and Indic Meter (Estudios comparativos de las métricas griega e índica).[3] Harvard University Press, 1974.
- The Best of the Achaeans: Concepts of the Hero in Archaic Greek Poetry (El mejor de los aqueos: consideraciones sobre el héroe en la poesía griega arcaica), 1979; edición revisada: Johns Hopkins University Press, 1998.
  - The Best of the Achaeans es la obra por la que empezó a ser conocido Gregory Nagy.
- Greek Mythology and Poetics (Poética y mitología griega). Cornell University Press, 1990.
- Pindar's Homer: The Lyric Possession of an Epic Past (El Homero de Píndaro: la posesión de la lírica[4][5] por un pasado épico). Johns Hopkins University Press, 1990.
- Poetry as performance. Homer and beyond (La poesía como recital: Homero y su posteridad).[6] Cambridge University Press, 1996.
- Homeric Questions (Las cuestiones homéricas).[7] University of Texas Press,[8] 1996.
- Plato's Rhapsody and Homer's Music : The Poetics of the Panathenaic Festival in Classical Athens (La rapsodia de Platón y la música de Homero: la poética de las Panateneas en la Atenas clásica). Harvard University Press, 2002.
- Homeric Responses. University of Texas Press, 2003.
- Text And Language (Texto y lengua).[9] University of Illinois Press,[10] 2004.
- Homer the Classic (Homero el clásico).[11] Harvard University Press, 2009.
- Homer: The Preclassic (Homero el preclásico). University of California Press, 2010.
- The Ancient Greek Hero in 24 Hours (Las 24 horas del héroe de la Antigua Grecia). Harvard University Press, 2013.

#### Artículos
- The Professional Muse and Models of Prestige in Ancient Greece (La musa profesional y los modelos de prestigio en la Antigua Grecia), en Cultural Critique, n.º 12, 1989, pp. 133–143.
- Early Greek Views of Poets and Poetry (La consideración de los poetas y la poesía en el período arcaico de la Antigua Grecia), en The Cambridge History of Literary Criticism (El libro de Cambridge de la historia de la crítica literaria), vol. 1, ed. de G. Kennedy, Cambridge, 1989 (en rústica, 1993), pp. 1–77.
- The Crisis of Performance (La crisis de la actuación), en The Ends of Rhetoric: History, Theory, Practice (Los límites de la retórica: historia, teoría y práctica), ed. de J. Bender and D.E. Wellbery; Stanford, 1990, pp. 43–59.
- Distorsion diachronique dans l'art homérique: quelques précisions (Distorsión[12] diacrónica en el arte homérico: algunas precisiones), en Constructions du temps dans le monde ancien (Construcciones del tiempo en el mundo antiguo); ed. de Catherine Darbo-Peschanski; París, 2000, pp. 417–426.

### Como editor
- BERS, Victor;[13] NAGY, G. (edd.): The Classics In East Europe: From the End of World War II to the Present (Los estudios clásicos en Europa Oriental: desde el final de la Segunda Guerra Mundial hasta la actualidad).[14] American Philological Association Pamphlet Series, 1996.
- LORAUX, Nicole; NAGY, G.; SLATKIN, L. (edd.): Postwar French Thought (El pensamiento francés de la posguerra), vol. 3, Antiquities, New Press, 2001.
- NAGY, Gregory (ed.), con brevísimas introducciones a colecciones de reedición de artículos: Greek Literature (La literatura griega). Taylor and Francis, Londres, 2001; Routledge, 2002, 9 vols.